# 森林公園

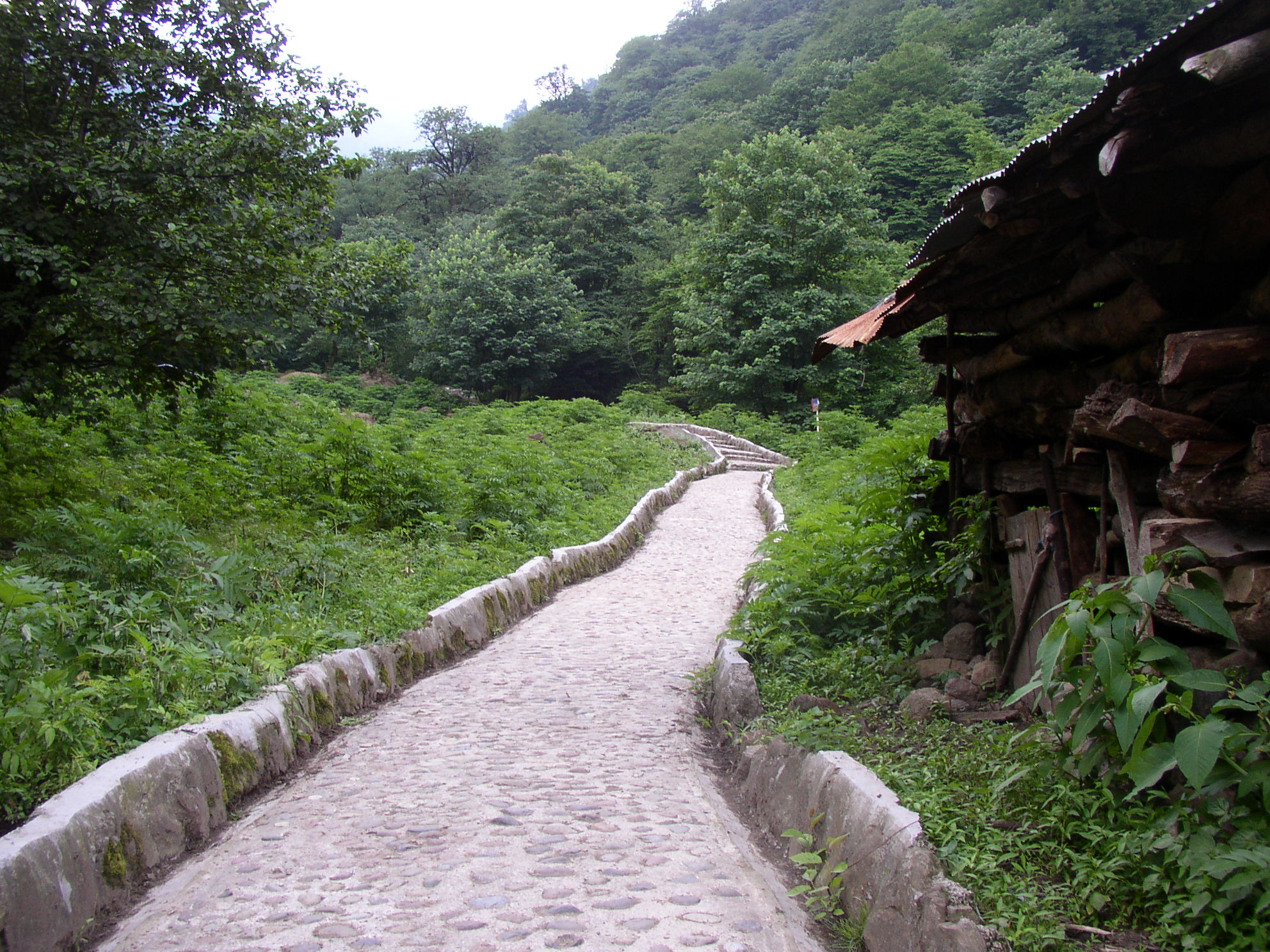
ルードハン城に続く森林公園

森林公園（しんりんこうえん）とは、比較的森林の多い国営公園や都市公園などにつけられる名称である。以下は、その公園の一覧である。

## 日本の森林公園

### 北海道
- 道立自然公園野幌森林公園（石狩振興局）
- 前田森林公園（石狩振興局）
- 高丘森林公園（胆振総合振興局）
- 大沼森林公園（渡島総合振興局）
- 逆川森林公園（檜山振興局）
- ひがしかぐら森林公園（上川総合振興局）
- 丸瀬布森林公園いこいの森（オホーツク総合振興局）
- うらほろ森林公園（十勝総合振興局）

### 東北地方
- 月見野森林公園（青森県）
- 浅虫温泉森林公園（青森県）
- 夜越山森林公園（青森県）
- 滝沢森林公園（岩手県）
- 岩手県森林公園（岩手県）
- 戸塚森森林公園（岩手県）
- 七ツ森森林公園（岩手県）
- 九戸村森林公園（岩手県）
- 種山ヶ原森林公園（岩手県）
- 盛岡市外山森林公園（岩手県）
- 岩手県大窪山森林公園（岩手県）
- 雪谷川ダムフォリストパーク・軽米（岩手県）
- はねがわ森林公園（秋田県）
- 天ヶ台森林公園（秋田県）
- 東山森林公園（秋田県）
- 仙台市台原森林公園（宮城県）
- 大倉山森林公園（福島県）
- 高篠山森林公園（福島県）
- 郡山市東部森林公園（福島県）

### 関東地方
- 伊香保森林公園（群馬県）
- 赤城森林公園（群馬県）
- 桜山森林公園（群馬県）
- みかぼ森林公園（群馬県）
- わらび平森林公園（群馬県）
- 宇都宮市森林公園（栃木県）
- 根古屋森林公園（栃木県）
- 北園森林公園（茨城県）
- 三ツ石森林公園（茨城県）
- 龍ヶ崎森林公園（茨城県）
- 国営武蔵丘陵森林公園（埼玉県）
- 習志野市森林公園（千葉県）
- 神奈川県立七沢森林公園（神奈川県）
- 神奈川県立東高根森林公園（神奈川県）
- 根岸森林公園（神奈川県）
- 散在ガ池森林公園（神奈川県）
- 六国見山森林公園（神奈川県）
- 飯山白山森林公園（神奈川県）

### 中部地方
- 山梨県森林公園金川の森（山梨県）
- 阿南森林公園（長野県）
- のぞきど森林公園（長野県）
- 高津屋森林公園（長野県）
- 二子島森林公園（新潟県）
- 高床山森林公園（新潟県）
- お幕場森林公園（新潟県）
- 五泉市森林公園（新潟県）
- 銀山平森林公園（新潟県）
- しらさぎ森林公園（新潟県）
- 弥彦城山森林公園（新潟県）
- 中ノ沢渓谷森林公園（新潟県）
- 中浦ヒメサユリ森林公園（新潟県）
- おぐに森林公園（新潟県）
- 滝谷森林公園（新潟県）
- 静岡県立森林公園（静岡県）
- 愛知県森林公園（愛知県）
- 古川町森林公園（岐阜県）
- 飛騨市森林公園（岐阜県）
- 嘉例沢森林公園（富山県）
- 猿倉山森林公園（富山県）
- 県民公園頼成の森（富山県）
- 石川県森林公園（石川県）
- 国見岳森林公園（福井県）
- 久田の里森林公園（福井県）

### 近畿地方
- 松阪市森林公園（三重県）
- 湯船森林公園（京都府）
- 山城森林公園（京都府）
- 京都市京北森林公園（京都府）
- 天ヶ瀬森林公園（京都府）
- 丹後森林公園（京都府）
- 大原野森林公園（京都府）
- 交野山森林公園（大阪府）
- 下市町森林公園（奈良県）
- 和歌山森林公園（和歌山県）
- 和歌山県立森林公園根来山げんきの森（和歌山県）
- 転軸山森林公園（和歌山県）
- 高山森林公園（和歌山県）
- 兵庫県立甲山森林公園（兵庫県）
- 兵庫県立三木山森林公園（兵庫県）
- 丹波篠山四十八滝森林公園（兵庫県）
- ひよどりごえ森林公園（兵庫県）
- 原不動滝森林公園（兵庫県）
- 室尾森林自然公園（兵庫県）
- 奈佐森林公園（兵庫県）

### 中国地方
- 安蔵森林公園（鳥取県）
- 森林公園 (緑水湖)（鳥取県）
- 森林公園 とっとり出合いの森（鳥取県）
- 松江市宍道ふるさと森林公園（島根県）
- 目田森林公園（島根県）
- 玉峰山森林公園（島根県）
- 岡山県立森林公園（岡山県）
- 鳴滝森林公園（岡山県）
- 広島市森林公園（広島県）
- 水分峡森林公園（広島県）
- もみのき森林公園（広島県）
- 深坂森林公園（山口県）
- 三谷森林公園（山口県）
- 三谷川森林公園（山口県）
- 大浦岳森林公園（山口県）

### 四国
- 徳島県立神山森林公園（徳島県）
- 中津峰森林公園（徳島県）
- 相生森林文化公園（徳島県）
- 満濃池森林公園（香川県）
- 公渕森林公園（香川県）
- 綾歌森林公園（香川県）
- 朝日山森林公園（香川県）
- えひめ森林公園（愛媛県）
- 別子山森林公園（愛媛県）
- 上林森林公園（愛媛県）
- 森林公園ゆらぎの森（愛媛県）
- 秦皇山森林公園（愛媛県）
- 高知県立甫喜ヶ峰森林公園（高知県）
- 魚梁瀬森林公園（高知県）
- さめうら森林公園（高知県）
- 東山森林公園（高知県）

### 九州・沖縄
- 生の松原海岸森林公園（福岡県）
- 佐賀県立森林公園（佐賀県）
- 五蔵岳森林公園（長崎県）
- 石原岳森林公園（長崎県）
- 雲仙垂木台地森林公園（長崎県）
- 五島椿森林公園（長崎県）
- 白嶽森林公園（熊本県）
- 大滝自然森林公園（熊本県）
- 小萩園森林公園（熊本県）
- 高尾野森林公園（熊本県）
- 遠見山森林公園（宮崎県）
- 宮崎市椿山森林公園（宮崎県）
- 黒石岳森林公園（鹿児島県）
- 日置市伊集院森林公園（鹿児島県）
- 白鹿岳森林公園（鹿児島県）
- 国頭村森林公園（沖縄県）
- 乙羽岳森林公園（沖縄県）
- 照山森林公園（沖縄県）

## 世界各地の森林公園

### アメリカ合衆国
- en:Forest Park Nature Center（ピオリア (イリノイ州)）
- フォレストパーク（マサチューセッツ州スプリングフィールド）
- en:Forest Park (St. Louis, Missouri)（セントルイス(ミズーリ州)）
- フォレストパーク (クイーンズ区)（ニューヨーク市クイーンズ区）
- en:Forest Park (Portland, Oregon)（ポートランド (オレゴン州)）
- Forest Park in en:Everett, Washington（エヴェレット (ワシントン州)）
- en:Forest Park (Genoa, Ohio)（ジェノア (オハイオ州)）

### イギリス
- アーガイル森林公園 (スコットランド)
- ブライアリー森林公園 (イングランド)

### 韓国
- 紺岳山森林公園（京畿道坡州市）
- 京義線森林公園 (ソウル) [1]

### タイ
- サナンマノラ森林公園 (タイ南部・Sa Nang Manora Forest Park)

### 台湾

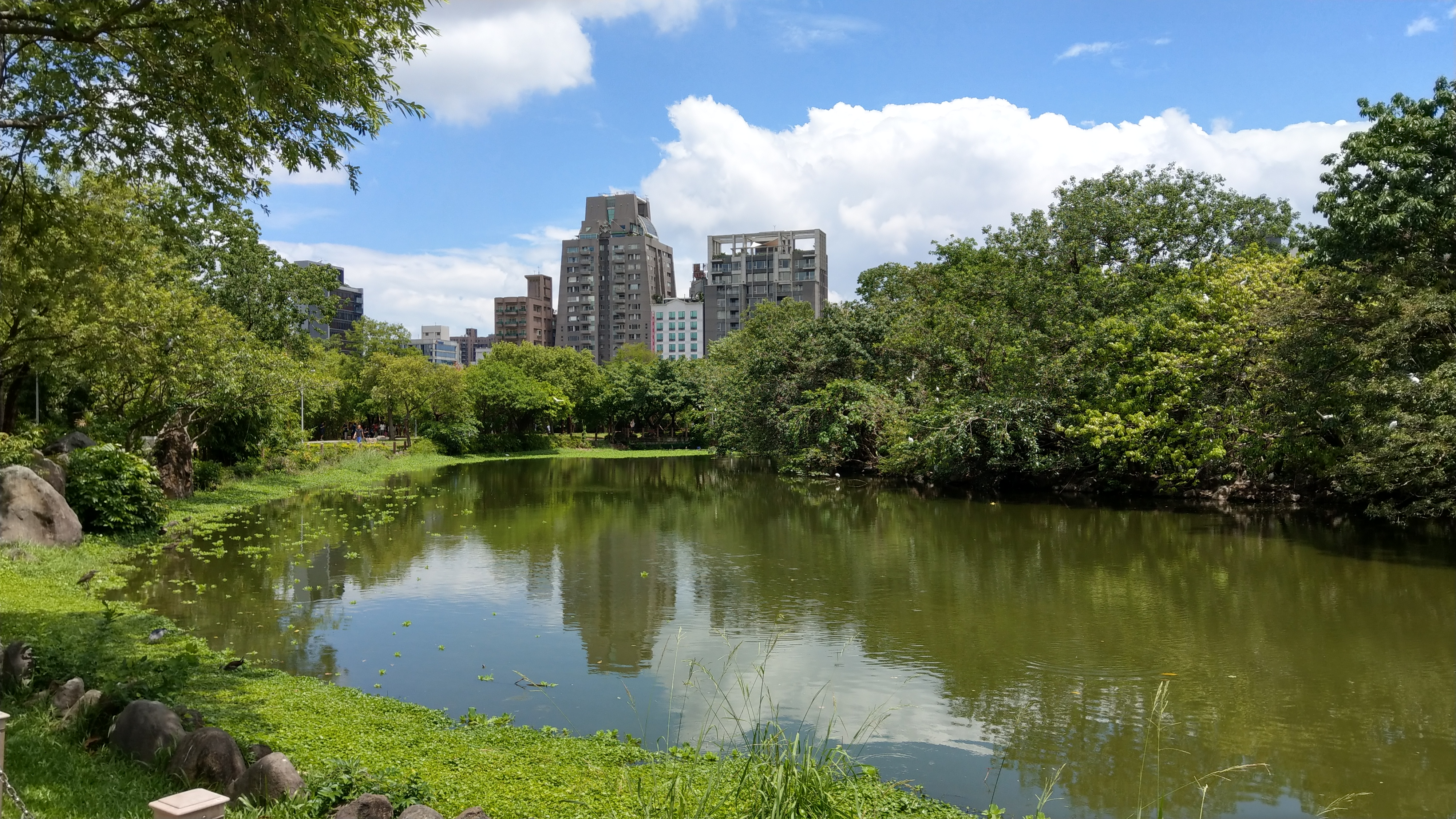
大安森林公園

- zh:大安森林公園（台北市新生南路）
- zh:文心森林公園（台中市）

### 中華人民共和国
- 張家界国家森林公園 (参照：武陵源)
- 上海共青森林公園
- 金龍寺国家森林公園
- 湖南陽明山国家森林公園
- 西山森林公園
- 太白山国家森林公園
- 流溪河国家森林公園
- 天柱山国家森林公園
- 黒麋峰森林公園

### ニュージーランド
- ヴィクトリア森林公園

など

### ロシア
- ビツァ森林公園
- ネフスキー森林公園

など

### その他の国・地域
- en:Ards Forest Park（アイルランド - ドネガル）
- en:Forest Park (Minsk)（ベラルーシ - ミンスク）